# Catrin Finch
Catrin Finch, née à Llanon (en) (comté de Ceredigion, pays de Galles) est une harpiste galloise.
Catrin Finch commence à jouer de la harpe à l'âge de six ans. Elle étudie sous la direction de Elinor Bennett, jusqu'à l'âge de seize ans. Elle devient membre de l'Orchestre national des jeunes de Grande-Bretagne (en) à l'âge de dix ans. Elle étudie ensuite auprès de Skaila Kanga (en) à la Purcell School (en) puis à la Royal Academy of Music.
De 2000 à 2004 elle est Official Harpist to the Prince of Wales (en) (« Harpiste officielle auprès du prince de Galles »).
Catrin Finch a collaboré avec le joueur de kora Toumani Diabaté, avant de s'associer avec Seckou Keita.

## Discographie
Avec Seckou Keita
- Clychau Dibon, 2013
- SOAR, 2018